# Боровое Лядо
Боровое Лядо (бел. Баравое Ляда) — посёлок в Кошелёвском сельсовете Буда-Кошелёвского района Гомельской области Белоруссии.

## География

### Расположение
В 1 километре на северо-восток от районного центра и железнодорожной станции Буда-Кошелёвская (на линии Жлобин — Гомель), 47 км от Гомеля.

### Гидрография
На западе мелиоративный канал.

## Транспортная сеть
Транспортные связи по автодорогам, которые отходят от Буда-Кошелёво.
Застройка деревянными домами усадебного типа.

## История
Основан в начале 1920-х годов переселенцами с соседних деревень на бывших помещичьих землях. В 1930 году жители деревни вступили в колхоз. В 1959 году в составе совхоза имени П. Я. Головачёва (центр — деревня Кошелёво).

## Население

### Численность
- 2004 год — 139 хозяйств, 361 житель.

### Динамика
- 1959 год — 34 жителя (согласно переписи).
- 2004 год — 139 хозяйств, 361 житель.